# 베스테르예틀란드 공작 다니엘
올로프 다니엘 베스틀링 베르나도테(Olof Daniel Westling Bernadotte, 1973년 9월 15일 ~ )은 스웨덴 왕세녀 빅토리아의 남편이다. 스톡홀름에서 헬스 트레이너로 일하다가 빅토리아 왕세녀를 알게 되었으며 이후 둘은 연인으로 발전한다. 스웨덴 왕실의 반대를 무릎쓰고 독일어, 영어, 프랑스어 등의 외국어를 배우고 왕실 예절과 역사 수업을 받은 뒤에 정식으로 혼인하였으며, 스웨덴 왕자 작위와 베스테르예틀란드 공작 작위를 수여받았다.